# María Teresa Carri
María Teresa Carri de Riggi (nacida como María Teresa Carri el 11 de julio de 1906 en Paraná Argentina) fue una pionera de la geología argentina, especializada en la determinación de materiales radiactivos. Su principal aporte fue el hallazgo de uranio en la Patagonia. Fue la segunda mujer egresada de la Universidad de Buenos Aires, después de Edelmira Inés Mórtola y una de las primeras geólogas en logar una prolífica carrera profesional. 

## Reseña biográfica
María Teresa Carri nació en Paraná, Entre Ríos. Sus padres, oriundos de Cremona, Italia, llegaron a la Argentina a fines del siglo XIX.
Carri cursó los estudios secundarios en el Liceo Nacional de Señoritas, ingresando en 1926 a la Facultad de Ciencias Exactas, Físicas y Naturales de la Universidad de Buenos Aires. En marzo de 1930 terminó sus exámenes y en marzo de 1949 completó sus tesis, recibiendo el grado de 
Licenciada en Ciencias Naturales orientación geología. 

Carri se incorpora en 1932 a la División Geología de la Dirección General de Minas, Geología e Hidrología, junto a Agustín Eduardo Riggi, quien sería en 1936 su esposo.
Realizó diversos asesoramientos y comisiones a San Luis, Córdoba, Buenos Aires y al norte de la Patagonia.
En 1935 participó de la “Primera Conferencia Argentina de Coordinación Cartográfica” organizada por la Sociedad Argentina de Estudios Geográficos (GӔA). Fue, junto a Elina González Acha de Correa Morales y Paulina Escardó, una de las tres mujeres en exponer, disertando sobre la relación entre la cartografía y mineralogía. 
Uno de sus principales aportes fue el hallazgo de minerales radiactivos en la Patagonia en 1952 a partir del examen de 30.000 muestras de rocas. En una muestra de areniscas asfaltíferas recolectadas por el geólogo Anselmo Windhausen en el valle superior del río Chico identificó la presencia de minerales de uranio, lo cual fue corroborado  al constatar que las perforaciones petroleras realizadas allí exhibían anomalías radiactivas en sus perfiles gamma.
Debido a su hallazgo, Riggi fue contratada en 1952 por la Comisión Nacional de Energía Atómica (CONEA) como Jefe del Departamento de Geología y Minería, colaborando durante varios años en la prospección y determinación de minerales radiactivos.  Aunque el descubrimiento de minerales de uranio en la Patagonia se mantuvo en secreto su autoría fue preservada en el expediente de la Comisión de Energía Atómica.  Carri dirigió un equipo de profesionales en un proyecto denominado Plan de Prospección Minera Patagonia Comahue.  
Integró también la División Petrología. 
Carri estuvo a cargo por más de cincuenta años estuvo  del Museo de Mineralogía y Geología de la Dirección de Minas.
El 1 de mayo de 1986 recibe la baja en la Dirección Nacional de Promoción
Minera, retirándose a la edad de 80 años.

## Distinciones
La Biblioteca del Instituto de Geología y Recursos Minerales (IGRM), de aproximadamente 80.000 volúmenes, recibió el nombre "Dra. María Teresa Carri de Riggi".